# منحصربه‌فرد (فیلم)
منحصر به فرد (به هندی: Albela) یا راهنمای مالاگا فیلمی محصول سال ۲۰۰۱ و به کارگردانی دیپاک سارین است. در این فیلم بازیگرانی همچون گوویندا، آیشواریا رای، جکی شروف، نامراتا شیرودکار، سانجای میشرا، سعید جعفری ایفای نقش کرده‌اند.